# Centaurworld - Il mondo dei centauri
Centaurworld - Il mondo dei centauri (Centaurworld) è una serie animata del 2021 creata da Megan Nicole Dong.

## Trama
Una giumenta da guerra viene accidentalmente teletrasportata in un mondo colorato popolato da centauri canterini di ogni forma e dimensione. Inizialmente diffidente nei confronti dei centauri, la giumenta sarà poi costretta a fare squadra con loro per fermare il Re di Nessundove che intende distruggere l'intero mondo dopo che la regina degli umani lo ha cacciato.

## Personaggi
- Giumenta: protagonista della serie, è una cavalla da guerra che finisce per errore a Centaurworld. Ha un carattere molto duro e arido e difficilmente si fida degli altri anche se poi si addolcisce grazie ai centauri. È doppiata in originale da Kimiko Glenn.
- Wamma Wink: una centaura dall'aspetto di un alpaca rosa e coprotagonista della serie. È un personaggio iperattivo con un'eccessiva intenzione di aiutare il prossimo; nei primi episodi della prima stagione si mostra molto protettiva nei confronti del suo "branco", così tanto da creare una barriera per evitare che il gruppo possa uscire dalla barriera stessa; nonostante ciò, Giumenta riuscirà a convincere lei e gli altri a vivere la vita anche al di fuori della cupola. L'approccio tra Wamma Wink e Giumenta all'inizio è diffidente, ma più avanti riusciranno a comprendersi e ad aiutarsi a vicenda. È doppiata in originale da Megan Hilty.
- Zulius: un centauro dall'aspetto di una zebra. È il simpaticone del gruppo ed è molto amico di Durpleton. È doppiato in originale da Parvesh Cheena.
- Ched: un centauro dall'aspetto di un pollo. È il più piccolo del gruppo ma anche il più aggressivo. È doppiato in originale da Chris Diamantopoulos.
- Glendale: una centaura dall'aspetto di una gazzella. Tende facilmente ad andare in agitazione. Ha la capacità di gonfiarsi i bulbi oculari per poter fluttuare in aria e anche di allungare il collo; un'altra abilità molto più inclusiva è l'utilizzo di un portale, che si trova sulla sua pancia: lo utilizza come un sconfinato marsupio dove mettere tutto ciò che vuole all'interno, però questa capacità la rende cleptomane, così tanto da non riuscire a controllarsi e da diventare pure una ricercata. Doppiata in originale da Megan Nicole Dong.
- Durpleton: un centauro dall'aspetto di una giraffa. È il più serio e responsabile del gruppo (dopo Giumenta) ed è molto amico di Zulius. È doppiato in originale da Josh Radnor.
- Corridrice: un'umana e la proprietaria di Giumenta. Caratterialmente è molto dura come lei ma in realtà è una persona dolce e lei e Giumenta sono molto legate. È doppiata in originale da Jessie Muller.
- Donna: la regina degli umani e l'ex moglie di Elkerto. Sebbene veda ancora in lui una speranza di redenzione anche dopo essere stato corrotto alla fine è costretta ad ucciderlo. È doppiata in originale da Lea Salonga.
- Elkerto/Generale/Re di Nessundove: antagonista principale della storia, un tempo era un centauro dall'aspetto di un cervo ma poi è stato corrotto dopo essere stato abbandonato dalla Donna diventando una creatura mostruosa simile ad un lich. Nonostante la sua corruzione è ancora molto innamorato della Donna tanto che decide di farsi uccidere da lei pur di porre fine alle sofferenze di entrambi facendola vivere finalmente in pace con se stessa. È doppiato in originale da Brian Mitchell.

## Produzione
La serie è stata annunciata nel 2019.

## Distribuzione
La serie è stata pubblicata in tutto il mondo su Netflix nel 2021.